# Operacja Avalanche
Operacja Avalancheⓘ (ang. Operation Avalanche, pol. dosł. operacja „lawina”) – aliancka operacja desantowa rozpoczęta 9 września 1943 roku,  lądowania aliantów na południe od Neapolu, w okolicach miasta Salerno nad Morzem Tyrreńskim w czasie kampanii włoskiej.

## Przebieg
Inwazja Włoch rozpoczęła się 10 lipca lądowaniem aliantów na Sycylii. Wraz z lądowaniami sił brytyjskich w południowych Włoszech (operacje Slapstick i Baytown), 3 września lądowała w rejonie Reggio 8 Armia angielska po silnym bombardowaniu morskim i lotniczym. Operacja miała na celu szybkie zajęcie terytorium Włoch, po rozejmie między siłami Włoch i Aliantów  zawartym 3 września i ogłoszonym 8 września.  Po ogłoszeniu rozejmu siły floty włoskiej przeszły na Maltę. 9 września rozpoczęła lądowanie 5 Armia amerykańsko-brytyjska pod dowództwem gen. Marka Clarka (600 jednostek morskich z 8 dywizjami amerykańskimi i brytyjskimi na pokładach). Lądowanie poprzedzone było przygotowaniem artyleryjskim 4 pancerników oraz  bombardowaniem lotnictwa sprzymierzonych. 11 września 5 Armia spotkała się z silnym kontrnatarciem sił niemieckich wspieranych przez lotnictwo. Niemcy w rejony działania 5 i 8 Armii ściągnęli siły ok. 13 dywizji w tym dużą liczbę oddziałów pancernych. Obrońcy mieli dogodną sytuację ze względu na brak użycia przez sprzymierzonych wsparcia powietrznego wynikającego z dużej odległości do lotnisk. Niemcom udało się zatrzymać wojska aliantów, a nawet zepchnąć je  na odległość 1000 m. od brzegów w dniach 14-15 września. W krytycznym momencie alianci rzucili do walki całe lotnictwo średniego i dalekiego zasięgu. Od strony morza użyli 6 okrętów liniowych, 7 lotniskowców, 13 krążowników i ok. 60 niszczycieli (w tym trzy polskie). W wyniku kontruderzenia sił morskich, lotnictwa i sil lądowych 16 września Niemcy zostali rozbici, a 5 armia połączyła się z 8 armią ok. 40 mil na południowy wschód od Salerno. 17 września Niemcy wycofali się na wcześniej przygotowane linie obronne na drodze do Rzymu. Sojusznicy do prowadzenia dalszej operacji zmuszeni byli ściągnąć dodatkowe siły i zorganizować koordynację działań lądowych i morskich. W wyniku dalszych walk 1 października zdobyli Neapol.

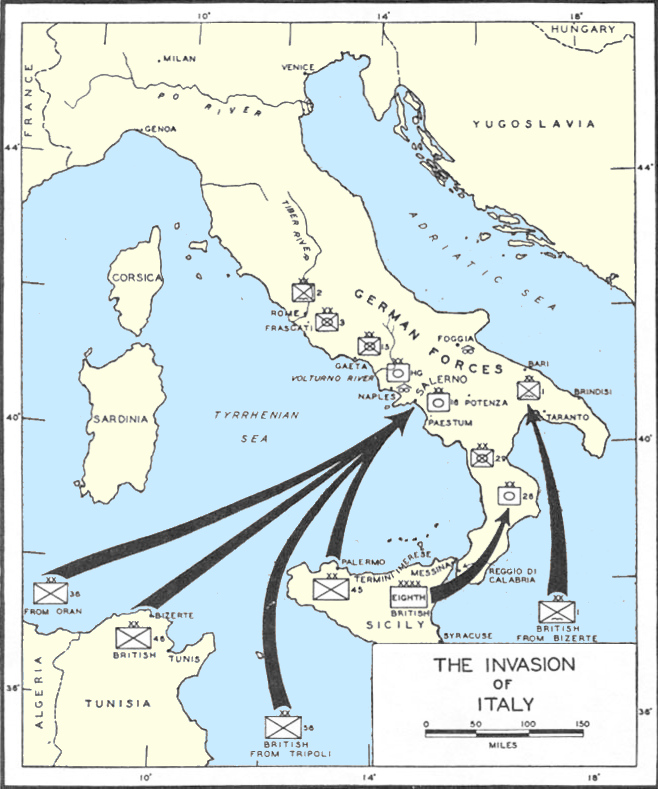
Kierunki inwazji aliantów w czasie operacji „Avalanche”

W operacji bezpośrednio brały udział polskie okręty: ORP Piorun, ORP Ślązak, ORP Krakowiak i podwodny ORP Dzik oraz statki MS Batory, MS Sobieski, SS Kościuszko i SS Narvik transportując żołnierzy, uzbrojenie i sprzęt. Okręt Piorun odpierał ataki ścigaczy torpedowych i zestrzelił 2 samoloty. Sobieski  zestrzelił jeden bombowiec.
ORP Dzik wypłynął 15 września 1943 roku na Morze Liguryjskie w okolice Korsyki, gdzie Niemcy rozpoczęli ewakuację swojego garnizonu z wyspy, z zadaniem wyznaczonym w ramach zadań  okrętom podwodnym 10. Flotylli,  blokady tras transportowych. Rozgromił u wybrzeży Korsyki 11 statków o tonażu ok. 14 tys. ton. Po wykonaniu ataków Dzik uniknął kontrakcji ścigaczy okrętów podwodnych i pozostał w rejonie Bastii, oczekując kolejnej okazji do zadania strat przeciwnikowi. 22 września okręt zaatakował opuszczającą port kolumnę promów desantowych, topiąc trzema kolejnymi torpedami trzy z biorących udział w ewakuacji jednostek. W efekcie działań Dzika, w ramach 10 Flotylli, uniemożliwiono ewakuację morzem wojsk niemieckich na półwysep Apeniński. ORP Sokół eskortował flotę włoską odpływającą na Maltę.  ORP Ślązak eskortował zbombardowany pancernik HMS Warspite (1915).
Walki polskich marynarzy zostały, po 1990 r., upamiętnione na jednej z tablic na Grobie Nieznanego Żołnierza w Warszawie napisem: "ZATOKA SALERNO  8 - 16 IX 1943".